# كودي لاتيمر
كودي لاتيمر (بالإنجليزية: Cody Latimer)‏ هو لاعب كرة قدم أمريكية أمريكي، ولد في 10 أكتوبر 1992 في دايتون في الولايات المتحدة.

## وصلات خارجية
- الموقع الرسمي
- كودي لاتيمر على موقع مرجع كرة القدم المحترفة.كوم (الإنجليزية)